# جي. بورتر تايلور
جي. بورتر تايلور (بالإنجليزية: G. Porter Taylor)‏ هو قسيس أمريكي، ولد في 17 سبتمبر 1950 في روك هيل في الولايات المتحدة.